# Sarissa (Waffe)
Die Sarissa (altgriechisch σάρισα sárisa oder σάρισσα sárissa, deutsch ‚Lanze, Pike‘) war ein Spieß mit hölzernem Schaft, der von makedonischen und hellenistischen Heeren vom 4. Jahrhundert v. Chr. bis zur Unterwerfung der Diadochenreiche durch die Römer eingesetzt wurde. Ihre Länge von bis zu sechs Metern machte sie zum wesentlichen Element der makedonischen Phalanx. Die Erfindung der Sarissa wird häufig Philipp II. von Makedonien, dem Vater Alexanders des Großen, zugeschrieben. Tatsächlich war die Entwicklung dieser Waffe jedoch ein längerer Prozess. Bereits im Korinthischen Krieg verwendeten die Athener lange Spieße, um die Spartaner auszubremsen und sie so verwundbar gegenüber mit Speeren bewaffneten Peltasten zu machen.

## Konstruktion
Die exorbitante Länge wurde durch Verwendung des Holzes der Kornelkirsche möglich, das in Makedonien häufig zur Konstruktion von Waffen verwendet wurde und als besonders fest und leicht galt. Dies bedeutete, dass die Sarissen führbar blieben und beim Zusammenprall der Heere nicht unmittelbar zersplitterten.
Wie die meisten antiken Stangenwaffen hatte die Sarissa an beiden Enden Spitzen. Mit dem unteren Ende konnte die Waffe im Boden verankert werden, um dem feindlichen Ansturm standzuhalten. Möglicherweise konnte es auch von Kämpfern in den hinteren Reihen der Phalanx verwendet werden, um in der Vorwärtsbewegung auf gestürzte Gegner einzustechen. Das untere Ende war oft mit metallenen Gegengewichten beschwert, um den Trägern die Balance zu erleichtern. Der Schaft der Waffe konnte aus zwei mit einer Metallmanschette zusammensetzbaren Teilen gefertigt werden, um den Transport zu erleichtern.
Bei einer Länge von fünf bis sechs Metern hatte die Sarissa ein Gewicht von etwa sechs bis acht Kilogramm.

## Einsatz
Mit Sarissen ausgerüstete Infanterie konnte auf Grund des zweihändigen Einsatzes der Waffe nur kleine, an der Schulter befestigte Schilde tragen. Daher wurde versucht, mit Hilfe der in den hinteren Reihen der Phalanx aufrecht getragenen Lanzen Pfeile und andere Geschosse des Gegners abzulenken.

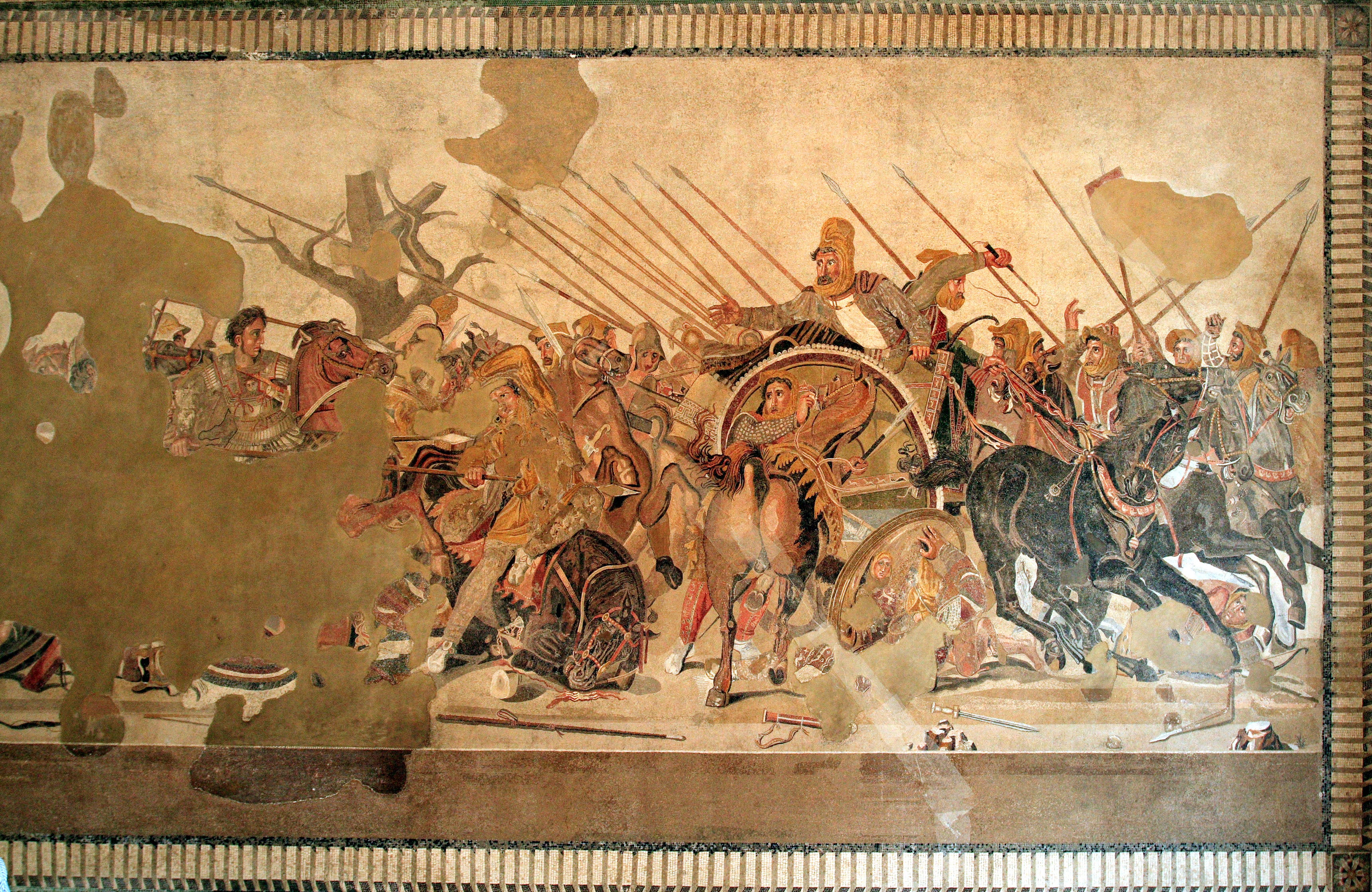
„Alexanderschlacht“ (Mosaik, Pompeji, ca. 150–100 v. Chr.) mit Sarissen der Phalanx im Hintergrund und Alexander und seiner Kavallerie mit Sarissen von links angreifend

Die Waffe war sehr schwer zu handhaben und innerhalb des Truppenverbandes kaum individuell zu bewegen. Ein Gegner, der durch den Wald der Spitzen hindurchkam, konnte aus der Nähe kaum noch abgewehrt werden – also sollten die Feinde auf großem Abstand gehalten werden, wofür die Technik optimiert wurde, zum Beispiel durch den integrierten Einsatz verschieden bewaffneter Truppenteile.
Die Römer fanden nach anfänglichen Schwierigkeiten schnell Mittel und Wege, mit Sarissen bewaffnete Phalangen zu besiegen, insbesondere durch den Einsatz flexiblerer Einheiten (siehe Makedonische Phalanx#Den Römern unterlegen).
Leichte Reiterei, die mit Sarissen ausgestattet war, wurden Sarissophoren (Σαρισοφόροι, „Sarissenträger“) genannt. Die Sarissa wurde von Reitern im Schwerpunkt geführt, so dass eine effektive Länge von 2,5 bis drei Metern erreicht wurde, wobei die linke Hand zum Lenken des Pferdes frei blieb. Diese Art des Einsatzes ist auf dem Alexandermosaik dargestellt.